# Alleanza turco-bulgara
Il trattato di alleanza turco-bulgara (o ottomano-bulgara) fu firmata a Sofia il 19 agosto (il 6 agosto del calendario giuliano) 1914 durante il mese di apertura della prima guerra mondiale, sebbene all'epoca entrambi i firmatari fossero neutrali. Il ministro degli Interni, Talaat Pasha, e il presidente Halil Bey della Camera dei deputati firmarono il trattato a nome dell'Impero ottomano (Turchia) e il primo ministro Vasil Radoslavov a nome del Regno di Bulgaria. L'alleanza ottomano-bulgara era probabilmente un prerequisito per l'adesione della Bulgaria agli Imperi centrali dopo l'entrata in guerra della Turchia a novembre.
Il trattato di alleanza aveva sette articoli. Si trattava di un patto puramente difensivo: obbligava un firmatario ad entrare in guerra solo nel caso in cui l'altro fosse stato attaccato da un altro paese balcanico. Le due potenze decisero anche di non attaccare nessun altro paese balcanico senza prima essersi consultati. L'articolo IV lasciava aperta la possibilità che le truppe ottomane attraversassero il suolo bulgaro per attaccare un'altra potenza. In caso di conflitto senza previa consultazione veniva promessa la neutralità. La Bulgaria prometteva di notificare alla Turchia qualsiasi mobilitazione da parte sua, e nell'articolo V la Turchia accettava di negoziare una dichiarazione della neutralità della Romania. Inoltre, il trattato doveva essere tenuto segreto e durare per tutta la durata della guerra generale europea. Sebbene avvolto nel segreto come il trattato con la Germania negoziato dal ministro della Guerra Enver Pasha il 2 agosto, il trattato bulgaro era un documento più coerente e deciso.
Dopo la firma, gli ottomani continuarono a premere per un'alleanza offensiva allargata diretta alla Russia, ma senza successo. Il 22 agosto (9 agosto del calendario goiluano), il gran visir Sait Halim respinse l'interpretazione dell'alleanza ottomano-tedesca secondo la quale la Turchia era obbligata ad andare in guerra quando lo faceva la Germania. Ordinò ai ministri del governo di proseguire i negoziati in diverse direzioni: con Romania, Russia, Grecia e Francia. Quando anche i negoziati per un'alleanza anti-russa con la Romania fallirono, il 30 agosto gli ottomani suggerirono ai loro alleati tedeschi che un'alleanza bulgara diretta alla Serbia e alla Grecia era più fattibile. I tedeschi si opposero, ma gli ottomani inviarono un colonnello a Sofia per iniziare comunque i negoziati con lo stato maggiore bulgaro. Anche dopo essere entrati in guerra, gli ottomani non fecero conoscere ai tedeschi l'esistenza del loro trattato bulgaro fino al 17 dicembre 1914. I bulgari in realtà non accettarono di entrare in guerra a fianco degli Imperi centrali fino alla Convenzione di Sofia del 6 settembre 1915.